# Enbulufushi
Enbulufushi ou Embulufushi est une petite île inhabitée des Maldives. Son nom signifie « île de l'Embulu », qui est une plante médicinale et comestible. 

## Géographie
Enbulufushi est située dans le centre des Maldives, au Sud-Est de l'atoll Nilandhe Nord, dans la subdivision de Faafu. Elle voisine l'île d'Adhangau.